# 中華彌陀淨宗學會
中華彌陀淨宗學會 為一淨土宗新興宗教團體。以義大利遊艇知遇號為道場。主法會長為趙基久。信眾約百人。於內政部立案地址為台北市南港區。

## 習道
自稱在淨空法師身邊學習三年逾，而後成立南港淨宗學會。

## 膜拜腐屍
主法會長趙基久於2017年3月病逝，信徒替其遺體擦拭，更衣十多日並膜拜，因其曾自稱可死而復生，信徒對其深信不疑。
民俗專家王昆玉指出此種說法較類似密宗，但表示死者絕對不可能復活。

## 外部連結
- 知遇法船-海上寺廟FB（页面存档备份，存于）
- 知遇法船-海上寺廟pixnet[永久]